# Schokland
Schokland (município de Noordoostpolder é uma antiga ilha do golfo holandês de Zuider Zee. Schokland perdeu seu status de ilha quando o Noordoostpolder foi reclamado ao antigo mar Zuiderzee, hoje o lago IJsselmeer, em 1942. A antiga situação é ainda perceptível já que Schokland encontra-se a poucos metros acima do pôlder e graças aos diques, ainda intactos de Middlebuurt.
Desenvolvida como resposta a subida do nível do mar, Schockland converteu-se em um local seguro durante a Idade Média, mas ainda resultou em uma situação perigosa graças às inundações do Século XIX. Neste momento, os habitantes de Schokland se refugiaram nas três partes mais altas da ilha, Emmeloord, Molenbuurt e Middelbuurt. Uma inundação destruiu a grande ilha em 1825 e o governo decidiu abandonar a ocupação da ilha em 1859.
Atualmente, Schokland é conhecida como um sítio arqueológico e abriga o Museu Schockland. Também foi o primeiro local holandês a ser inscrito como Patrimônio Mundial da UNESCO, em 1995.
Desde 1 de novembro de 2008 é considerada como pertencendo ao município de Noordoostpolder.